# Trade Centre Praha
TRADE CENTRE PRAHA a.s. (TCP), IČ 00409316, je akciová společnost ve vlastnictví hlavního města Prahy, zřízená ke správě a obchodnímu využití vybraného městského nemovitého majetku a inženýrským činnostem. Do obchodního rejstříku byla zapsána 19. února 1990. Původně sídlila na adrese Dlouhá 727/39 na Starém Městě v Praze 1, od srpna 1991 sídlí na adrese Blanická 1008/28 na Vinohradech v Praze 2. 

## Vlastnická struktura
Od založení společnosti v roce 1990 do roku 1995 vlastnilo 71 % akcií hlavní město Praha (původně NVP), 19 % společnost FINOP a 10 % RALT Wien. Dne 30. září 2013, kdy Praze patřilo již 90 % akcií, valná hromada rozhodla, že všechny akcie, které nejsou ve vlastnictví hlavního akcionáře, tj. akcie společnosti RALT Raiffeisen – Leasing Gesellschaft m.b.H., přecházejí na hlavního akcionáře, hlavní město Prahu za finanční protiplnění podle znaleckého posudku.  V souvislostí s touto akcí za primátora Tomáše Hudečka odkupovalo město též podíl v Pražské plynárenské od EON a jevilo zájem o minoritní podíl v Pražských službách od Northward Holding Limited.
V listopadu 2016 na MHMP vznikal plán vytvořit pro stoprocentně městské společnosti (Dopravní podnik hl. m. Prahy, Pražská plynárenská, Obecní dům či Trade Centre Praha) řídící holding. V budoucnu by se do něj nějakým způsobem mohly začlenit i firmy, v nichž Praha není jediným vlastníkem. V rámci dceřiných firem by do holdingu mohly zapadnout Operátor ICT, Pražská vodohospodářská společnost, Rozvojové projekty Praha a po transformaci na akciovou společnost i Technická správa komunikací. Radní pro majetek Karel Grabein Procházka (ANO) chtěl tuto vizi do konce volebního období dotáhnout do konkrétních návrhů tak, aby s nimi příští rada mohla pracovat a holding zřídit. Cílem spojení má být zjednodušení řízení a kontroly ze strany města a možnost křížového financování zejména Dopravního podniku ještě před zdaněním a úspory centrálním nákupem zboží a služeb. Jeden z koaličních zastupitelů anonymně zmínil i možnost omezení počtu míst v dozorčích radách a představenstvech společností zařazených do holdingu. Vzorem má být Brno, kde však místo původně plánovaného holdingu nakonec 9 městských společností sloučili do koncernu.
V polovině února 2017 seznámil novináře radní pro majetek Karel Grabein Procházka (ANO) s výsledkem auditu městských společností od společnosti Ernst & Young. Výsledkem bylo, že firmy nejsou dobře řízeny, problémem je neefektivita i nedostatečná kontrola. Jako jedno z možných řešení uvedl zřízení holdingu, který by měl usnadnit výkon akcionářských práv. V první fázi by ještě v roce 2017 měly být do holdingu začleněny Pražská plynárenská, Pražské služby, Pražská vodohospodářská společnost a Kolektory. Trade Centre Praha by bylo až v další fázi. Jako zastřešující společnost chce Praha využít nepotřebný holding Pražská plynárenská, který přejmenuje a upraví obsazení jeho orgánů, přičemž v první fázi by měla být dozorčí radou holdingu městská rada. Město si objednalo též audit majetku, jehož výsledkem by mělo být i přesunutí některých agend z odboru majetku MHMP pod Trade Centre Praha, která v době svého vzniku měla fungovat jako servisní společnost města.
Obdobný název i účel měla společnost TCP - Vidoule a.s., zapsaná do obchodního rejstříku 2. března 1998, která vznikla kvůli projektu rezidenční čtvrti Botanica Vidoule v Praze 5. Ta byla v červenci 2011 přejmenována na nový název Rozvojové projekty Praha, a.s. Nejméně od října 2012 je jejím jediným a přímým akcionářem hlavní město Praha. V roce 2011, kdy město Praha měnilo model správy svých společností posilováním role dozorčích rad, mělo město v této společnosti podíl 98,09 %. V roce 2013 čelila skandálu, na její funkcionáře, mezi nimiž byli městští politici Milan Jančík, Miroslav Škaloud, David Vodrážka (všichni ODS) či František Hoffman (KSČM), podalo město trestní oznámení kvůli prodeji pozemků pod cenou.
Dceřiná společnost TCP - Vinohrady a.s., původně založená v roce 1998 za účelem vybudování polyfunkčního a bytového komplexu Flora, který nakonec postaven nebyl, byla na přelomu let 2017 a 2018 koupena do přímého vlastnictví hlavním městem Prahou a dostala nový název Technologie Hlavního města Prahy a.s.

## Orgány a vedení
Statutárním orgánem je představenstvo. Od července 2014 společnost zastupuje vždy předseda představenstva nebo místopředseda představenstva a jeden člen představenstva. Ve funkci předsedy představenstva se vystřídali Jiří Klíma (1990–1991), Jiří Valda (1991–1996), Filip Dvořák (1996–2004), Pavel Klega (2004–2011), Petr Volf (2011–2012), Michaela Švarcová (2012), Pavel Borovička (2012–2013), Pavel Machovský (2013–2014), Robert Plavec (od r. 2014).
Ve funkci generálního ředitele se vystřídali Antonín Horák (1990–1999), Bohumil Mach (1999–2008), později již nebyl generální ředitel v obchodním rejstříku uváděn. V roce 2017 je jako generální ředitel uváděn předseda představenstva Robert Plavec, zástupcem generálního ředitele a právníkem společnosti je JUDr. Michaela Švarcová.
V dubnu 2017 je na webu společnosti uvedeno rozdělení do čtyř oddělení: ekonomického, obchodního, investičního a provozního, v jejichž čele stojí vedoucí. V přímém řízení vedení společnosti jsou specialista projektu pro Aquacentrum Šutka, marketingový specialista, technický specialista kontrolor pro veřejné zakázky a sekretariát.
11. března 2019 rada města ve funkci valné hromady odvolala 8 členů dozorčí rady a jmenovala místo nich 6 nových, přičemž z odvolaných byl do funkce zvolen pouze Vladimír Šraier za Pirátskou stranu. Podle radního Jana Chabra má být výměna dozorčí rady prvním krokem k celkové přeměně společnosti. Má se z ní stát hlavní společnost pro správu majetku hlavního města. Dosavadních 12 smluv na správu majetku s různými subjekty má kvůli větší přehlednosti a schopnosti hodnotit efektivitu správy přejít pod TCP. Počet členů představenstva daný stanovami se podle zprávy ČTK měl zvýšit z pěti na šest, podle zveřejněného usnesení RHMP se má naopak snížit z 5 na 3.

## Střety zájmů
Ve studii o střetu zájmů ve veřejných zakázkách, na kterou Nadační fond proti korupci v roce 2011 přispěl organizacím Naši politici o.s. a Centrum aplikované ekonomie o.s., bylo při bližším zkoumání vazeb společnosti TRADE CENTRE PRAHA a.s. zjištěno, že předseda představenstva Petr Volf (ODS), zastupitel městské části Praha 11, zároveň podniká ve společnostech GLADE s.r.o., KEIP, s.r.o. a UP Energy, s.r.o., přičemž poslední dvě jmenované vlastní napůl s Ing. Jiřím Kocánkem, který je také jediným vlastníkem společnosti Promaco Consulting, s. r. o., založené v roce 2006 s cílem poskytovat poradenské a konzultační služby v oblasti evropských fondů. Na stejné adrese jako Promaco sídlí i společnosti  UP Energy, s.r.o. a KEIP, s.r.o. Ve sledovaném období let 2008–2011 realizovalo Promaco Consulting s.r.o. veřejné zakázky v řádu desítek milionů korun a od Prahy 11 získalo nejméně dvě veřejné zakázky v celkové hodnotě přesahující 10 milionů korun.

## Činnost
Společnost na svém webu rozděluje svoji činnost do tří oblastí: 
- Správa a údržba nemovitostí (technická správa a facility management dvou desítek nemovitostí v hl. m. Praze)
- Realitní činnost (pronájem a kompletní obchodní využití spravovaných nemovitostí)
- Inženýrská činnost (rekonstrukce, modernizace, speciální projekty) – územní, developerská a inženýringová příprava projektů zejména na využití pozemků hlavního města Prahy

### Správa nemovitostí
Mezi spravované nemovitostí patří:
- pražské náplavky (Na Františku, Dvořákovo, Alšovo, Rašínovo a Hořejší nábřeží), technická správa, koordinace akcí, nájemní smlouvy, úklid[13]
- Sovovy mlýny, U Sovových mlýnů 503/2, nyní Muzeum Kampa
- Celetná 594/19 (U sv. Václava) a 593/21 (U červeného orla)
- Michalská 439/13
- Řetězová 222/3 (Dům pánů z Kunštátu a Poděbrad)
- Národní 365/43 – Perlová 365/10
- palác Platýz, Národní 416/37
- Jungmannova 738/18
- TeTa, Jungmannova 747/28
- palác Adria, Jungmannova 36/31
- Na Florenci 1023/19,21
- Hudební divadlo Karlín
- Blanická 1008/28
- Šafaříkova 635/24
- plavecký areál Aquacentrum Šutka (Čimická 848/41), otevřeno 17. ledna 2013

Trade Centre Praha je uvedeno jako správce areálu a generální provozovatel také na webu Bazénu Strahov,

### Inženýrská činnost a účetnictví
Kromě rekonstrukcí a dostaveb některých objektů (Palác Adria, TeTa, Sovovy mlýny, palác Platýz) TCP zřizovala plynové osvětlení na Královské cestě v centru Prahy. TCP rovněž zajistila výstavbu technické infrastruktury Špitálka pro plánovaný soubor rodinných domů na Hanspaulce v Praze 6 a správní rozhodnutí pro realizaci výstavby rezidenční čtvrti Botanica Vidoule v Praze 5.
TCP a.s. rovněž zajišťuje činnosti účetních poradců a vedení účetnictví, komplexní poradenství v oblasti realit, stavební pasportizaci objektů a developerskou činnost, poradenství v oblasti zakládání a fungování obchodních společností zabývajících se správou nemovitostí apod. Zpracovává studie a posudky možného využití území či vytipovaných objektů, právní a ekonomické analýzy týkající se nakládání s nemovitostmi.

### Správa veřejného osvětlení
V souvislosti s tím, že v listopadu 2016 město zrušilo probíhající výběrové řízení na správu veřejného osvětlení v Praze, údajně již 20. září 2016 měla primátorka Adriana Krnáčová na schůzce týkající se regulace reklamy na sloupech VO prohlásit, že od 1. ledna 2017 bude veřejné osvětlení i reklamu na něm spravovat městská společnost Trade Centre Praha. 6. prosince 2016 město oznámilo oficiálně tiskovou zprávou, že Trade Centre Praha bude o veřejné osvětlení pečovat od července 2017 buď sama, nebo vyhlásit dílčí veřejné zakázky. Na základě příkazní smlouvy s městem, uzavřené 27. prosince 2016, Trade Centre Praha převzala zajištění vybraných činností souvisejících se správou a provozem veřejného osvětlení v Praze již od 1. 1. 2017, v zastoupení zadavatele jeho jménem a na jeho účet. Rozhodnutím hlavního města Prahy byla společnost od 1. ledna 2017 pověřena zajišťováním nepřetržitého provozu dispečinku a odstraňováním poruch a havárií veřejného osvětlení a dále poskytováním mapových podkladů sítí a vyjadřováním k projektové dokumentaci ve vztahu k sítím a zařízením veřejného osvětlení ve vlastnictví hl. m. Prahy. TCP údajně na 1. pololetí 2017 měla za úkol najít náhradního dodavatele, zatímco od druhého pololetí měla část činností zajišťovat sama tzv. in-house a část zadat ve výběrovém řízení. Smlouva byla uzavřena za kontroverzních okolností po zrušení tři roky se vlekoucího výběrového řízení, její platnost byla předmětem správních řízení u ÚOHS. Činností dispečinku VO a odstraňování poruch a havárií byla jako subdodavatel pověřena společnost PREdistribuce a.s., jejíž sdružení bylo neúspěšným uchazečem v předchozím zrušeném výběrovém řízení. 
Podle sdělení radního Procházky z 22. září 2017 v budoucnu měla mít lampy veřejného osvětlení na starosti nikoliv přímo TCP, ale její dceřiná firma TCP - Vinohrady, a.s. Té byl v obchodním rejstříku k 20. září 2017 byl zapsán nový předmět podnikání: montáž, opravy, revize a zkoušky elektrických zřízení a výroba, instalace, opravy elektrických strojů a přístrojů, elektronických a telekomunikačních zařízení. K 30. lednu 2018 bylo do obchodního rejstříku zapsáno přejmenování společnosti TCP - Vinohrady, a.s. na název Technologie Hlavního města Prahy, a.s., k 22. červnu 2018 byl název opraven na Technologie hlavního města Prahy, a.s. Město Praha tuto společnost koupilo za 1,1 milionu od své společnosti Trade Centre Praha (TCP), dosavadní mateřské společnosti, což rada města schválila v polovině prosince 2017. K 21. březnu 2018 bylo jako vlastník společnosti (jediný akcionář) zapsáno hlavní město Praha. 31. srpna 2017 byla podepsána a zveřejněna rámcová smlouva mezi hlavním městem Prahou a TCP-Vinohrady a.s. o správě, provozu a údržbě veřejného osvětlení a dalších souvisejících zařízení. 16. ledna 2018 radní Karel Grabein Procházka oznámil ČTK, že TCP-Vinohrady a.s. zhruba od poloviny roku 2018 převezme správu veřejného osvětlení, přičemž zakázku dostane přímým zadáním. K 1. dubnu 2018 THMP a.s. správu veřejného osvětlení převzala, avšak údržbu, poruchový dispečink a správu mapových podkladů prozatím nadále zajišťovala PREdistribuce. Podle zprávy z 22. března 2018 i novějších zpráv se THMP o veřejné osvětlení stará od 1. června 2018.
Trade Centre Praha a.s. tak správu veřejného osvětlení zajišťovala od ledna 2017 do března 2018.